# Alvoco da Serra
Alvoco da Serra es una freguesia portuguesa del concelho de Seia, con 37,57 km² de superficie y 646 habitantes (2001). Su densidad de población es de 17,2 hab/km².

## Galería

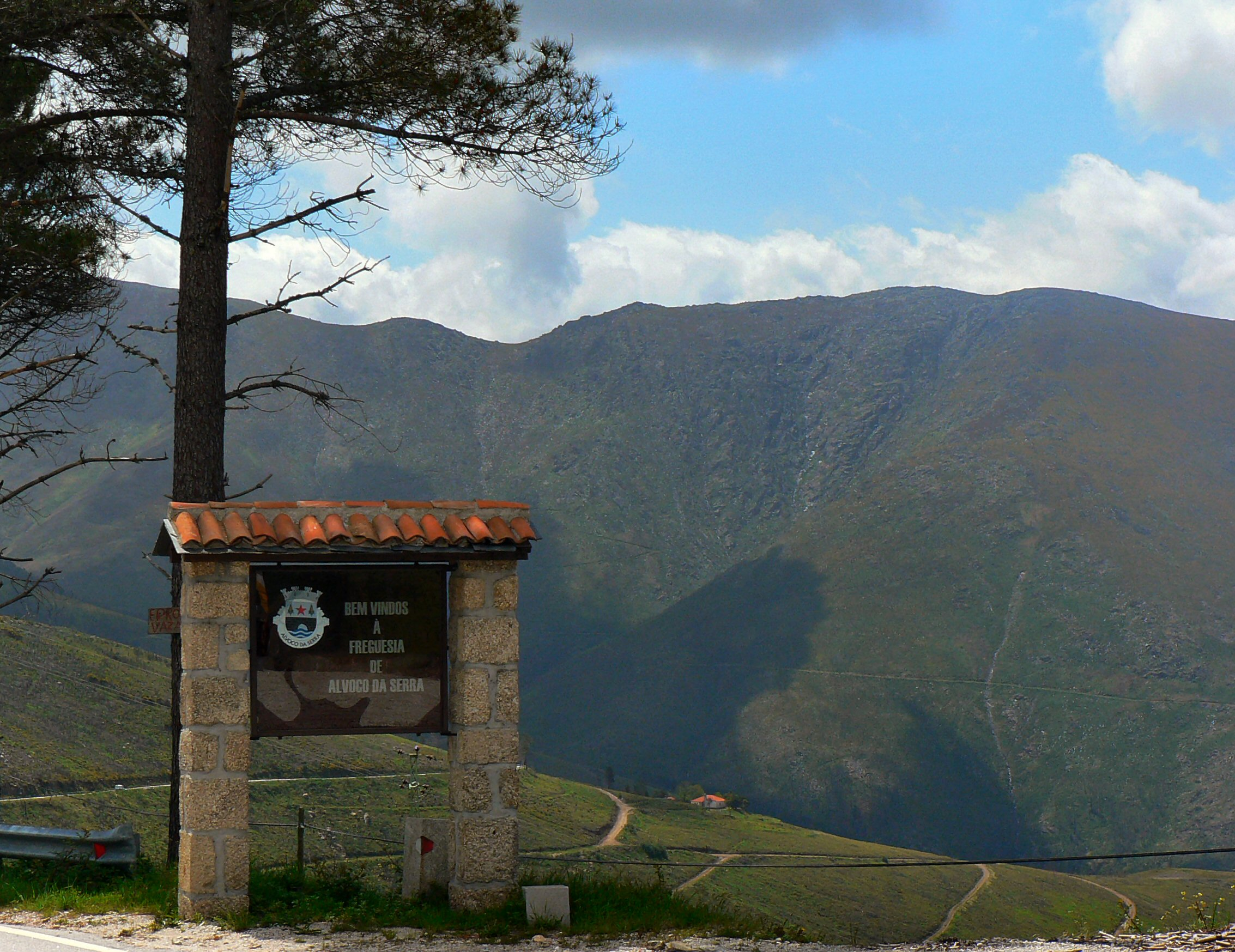
Entrada de Alvoco